# 切尔瓦 (巴伦西亚省)
切尔瓦，是西班牙巴伦西亚自治区巴伦西亚省的一个市镇。总面积191平方公里，总人口2046人（2001年），人口密度11人/平方公里。